# Burg Bakum
Die Burg Bakum ist eine abgegangene spätmittelalterliche Burganlage und ein ehemaliges Rittergut am östlichen Rand der Gemeinde Bakum im niedersächsischen Landkreis Vechta.

## Geschichte
Die Burg in Bakum ist wahrscheinlich aus einem Hof der Familie Cruder entstanden, die Burgmannen auf Burg Vechta waren. 1437 verkauften sie ihr Gut an die Familie Clencke, die es 1450 an Friedrich von Dincklage weiter veräußerten. Nach dessen Tod 1479 erhielt bei der Erbteilung Hugo von Dinklage das jetzt als Burg bezeichnete Gut sowie die Mühle zu Bakum. Der Besitz wurde in der Folge zum Lehen der Grafschaft Tecklenburg. 1512 wurde Herbord von Dinklage mit Burg und Mühle belehnt. 1527 ging der Besitz durch Heirat an die Familie Voss. 1699 wurde sie in einem komplizierten Gerichtsverfahren den Herren von Ascheberg zugesprochen. 1867 wurde das Gut parzelliert und verkauft. 
Das letzte Gutshaus wurde Ende des 17. Jahrhunderts auf einer im Mühlenteich künstlich aufgeworfenen Insel errichtet und stand somit vermutlich nicht mehr am ursprünglichen Ort der Burg. 1977 wurde das einstöckige Gebäude ohne architektonische Besonderheiten abgerissen.